# Васильевский сельсовет (Измалковский район)
Васильевский сельсовет — сельское поселение в Измалковском районе Липецкой области Российской Федерации.
Административный центр — село Васильевка.

## История
Статус и границы сельского поселения установлены Законом Липецкой области от 23 сентября 2004 года № 126-ОЗ «Об установлении границ муниципальных образований Липецкой области»

## Население
| 2010 | 2012 | 2013 | 2014 | 2015 | 2016 | 2017 |
| ---- | ---- | ---- | ---- | ---- | ---- | ---- |
| 727  | ↘713 | ↗726 | ↘719 | ↘709 | ↘704 | ↘691 |
| 2018 | 2021 |      |      |      |      |      |
| ↘656 | ↗675 |      |      |      |      |      |

## Состав сельского поселения
| №  | Населённый пункт | Тип населённого пункта       | Население |
| -- | ---------------- | ---------------------------- | --------- |
| 1  | Бахтияровка      | деревня                      | 21        |
| 2  | Васильевка       | село, административный центр | 286       |
| 3  | Жадовка          | деревня                      | 0         |
| 4  | Знаменское       | село                         | 10        |
| 5  | Лутовиновка      | деревня                      | 3         |
| 6  | Майоровка        | деревня                      | 9         |
| 7  | Мокрый Семенек   | деревня                      | 122       |
| 8  | Прилепы          | деревня                      | 56        |
| 9  | Ромашковка       | деревня                      | 10        |
| 10 | Сухой Семенек    | деревня                      | 210       |